# 植隱冊室
植隱冊室是位於臺灣澎湖縣馬公市的獨立書店，2019年7月24日開張，創辦暨經營者為黃士恩。

## 簡介
植隱冊室為寄生型書店；書店負責人黃士恩為澎湖當地人士，大學畢業後曾赴臺北擔任旅遊業從業者四年，因緣際會之下決意返鄉發展，2017年間，黃士恩在馬公市開起一間販售茶酒滷味的餐飲小店。
黃士恩自陳待在家裡時間遠比店內時間少的情況下，也會在店中擺放些自己的藏書，因客人不時翻閱，常更進一步討論書籍上的內容，如此曠時日久，開始有澎湖其他獨立書店經營者的鼓吹，黃士恩對於開書店逐漸有了起心動念的想法。2019年2月，黃士恩順利獲得文化部「108年度推動實體書店發展」的補助，便重新布置餐飲小店的擺設，新裝潢的獨立書店以寄生於餐飲店的型態登場，正式於2019年7月24日開幕。
黃士恩表示之所以將書店命名為「植隱冊室」是因為「植隱」音近「指引」、「冊室」即為「測試」，書店從開張之初，便被賦予「指引善良的方向、測試美好的事物」的寓意。書店選書方向多元，因應澎湖縣四面環海，蒐羅不少海洋文學藏書，其他如環保運動、性別平權、身心靈探索等，也是店內書櫃的陳列取向。此外，由於黃士恩同時身兼「彎腰青年」負責人，「彎腰青年」是一個有感澎湖當地農夫高齡化、農業廢耕地狀況日益嚴重，因而號召澎湖青年返鄉務農的一個組織團體，故店內也有一定比例的臺灣農業相關議題藏書。

## 圖輯

一代店
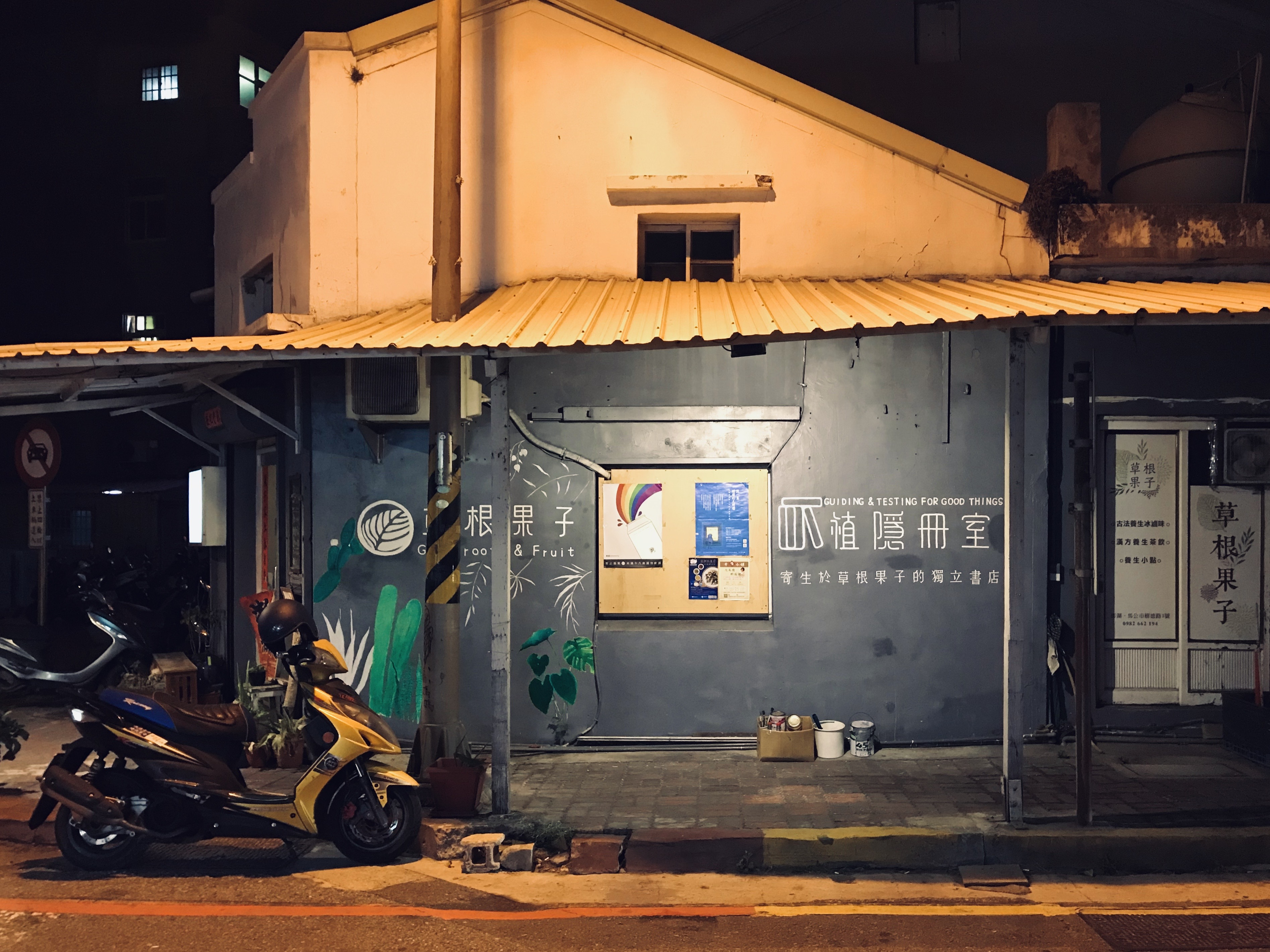
書店場所外觀（夜景）
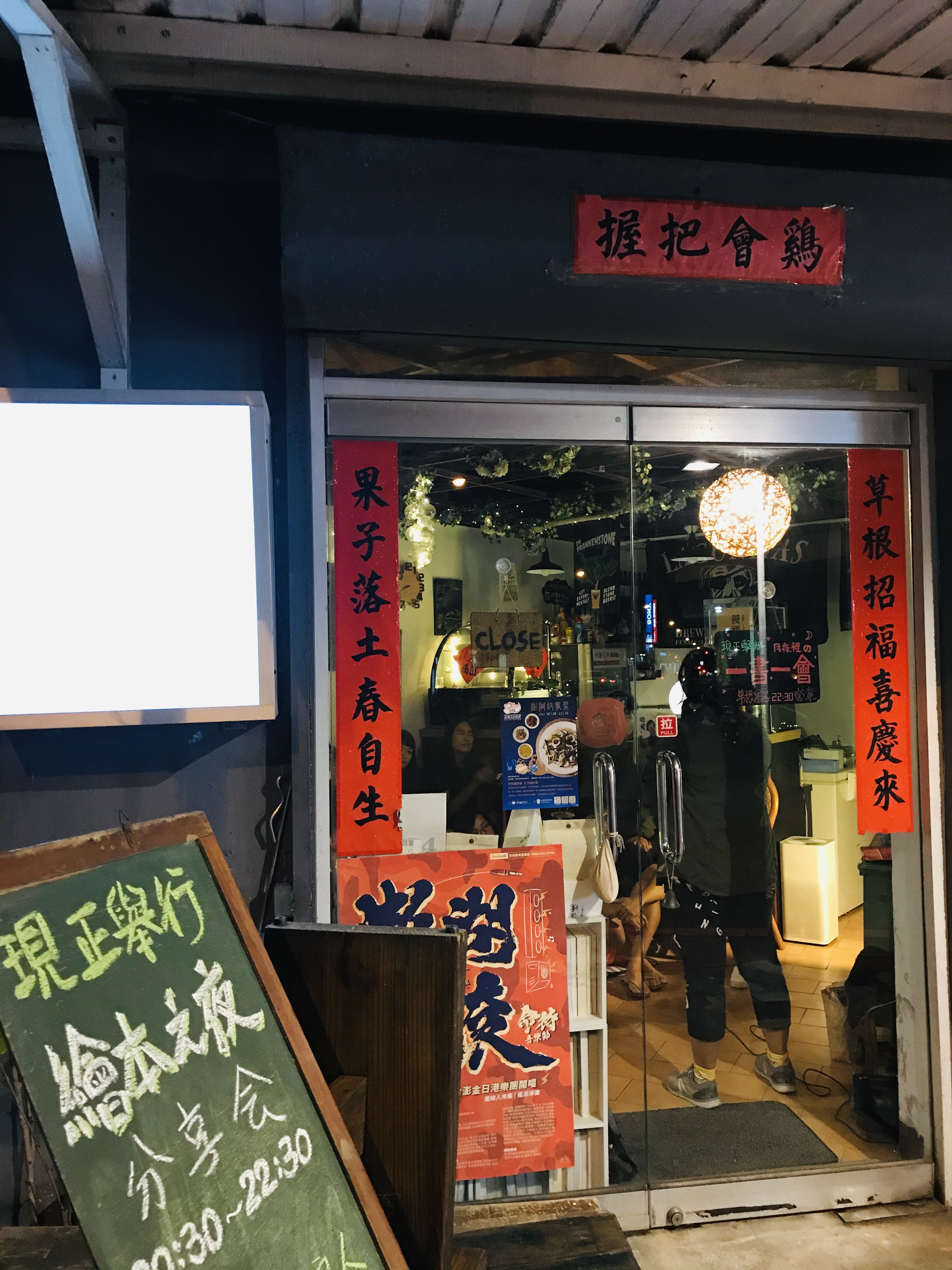
主題活動
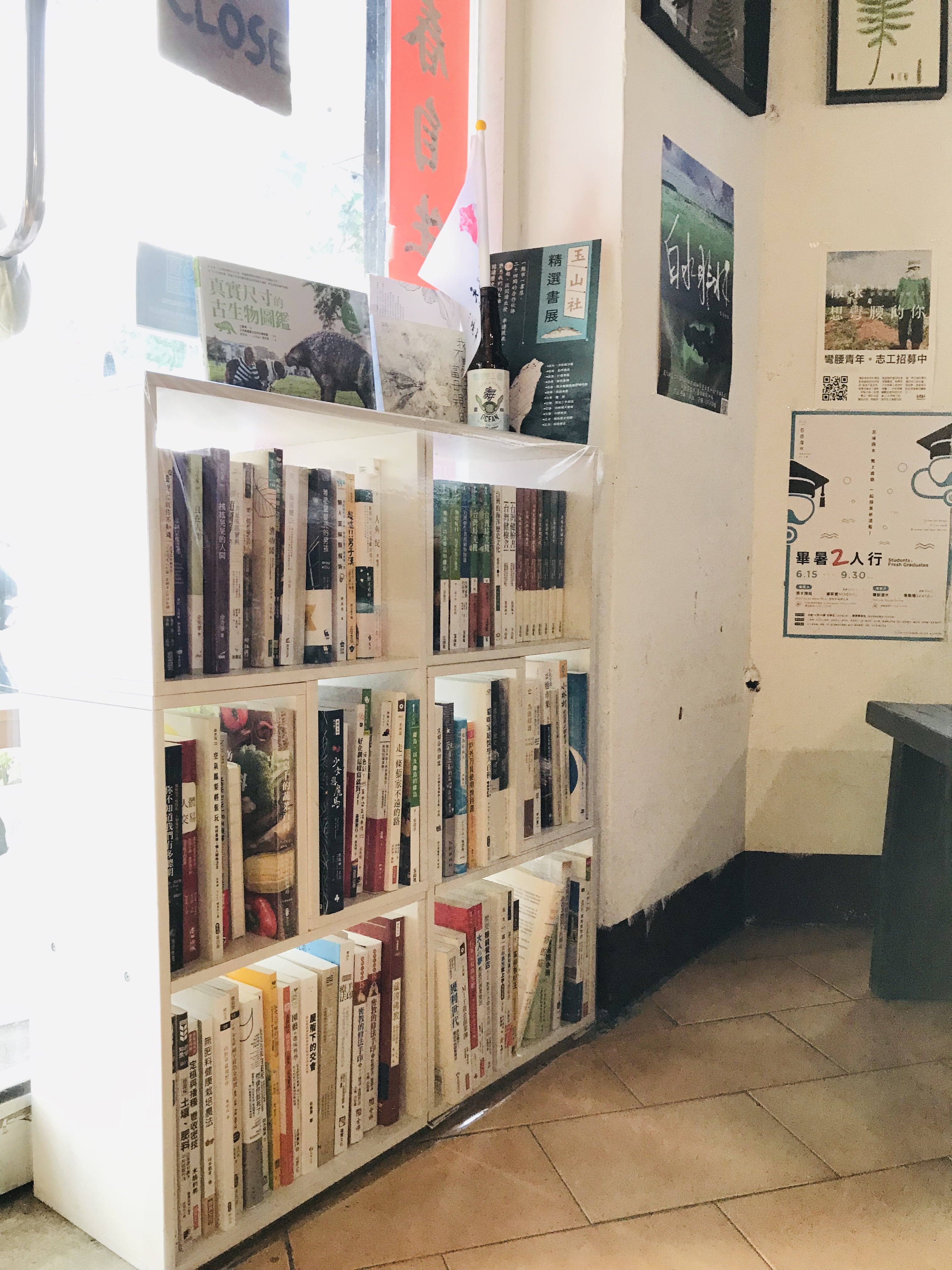
書櫃一隅
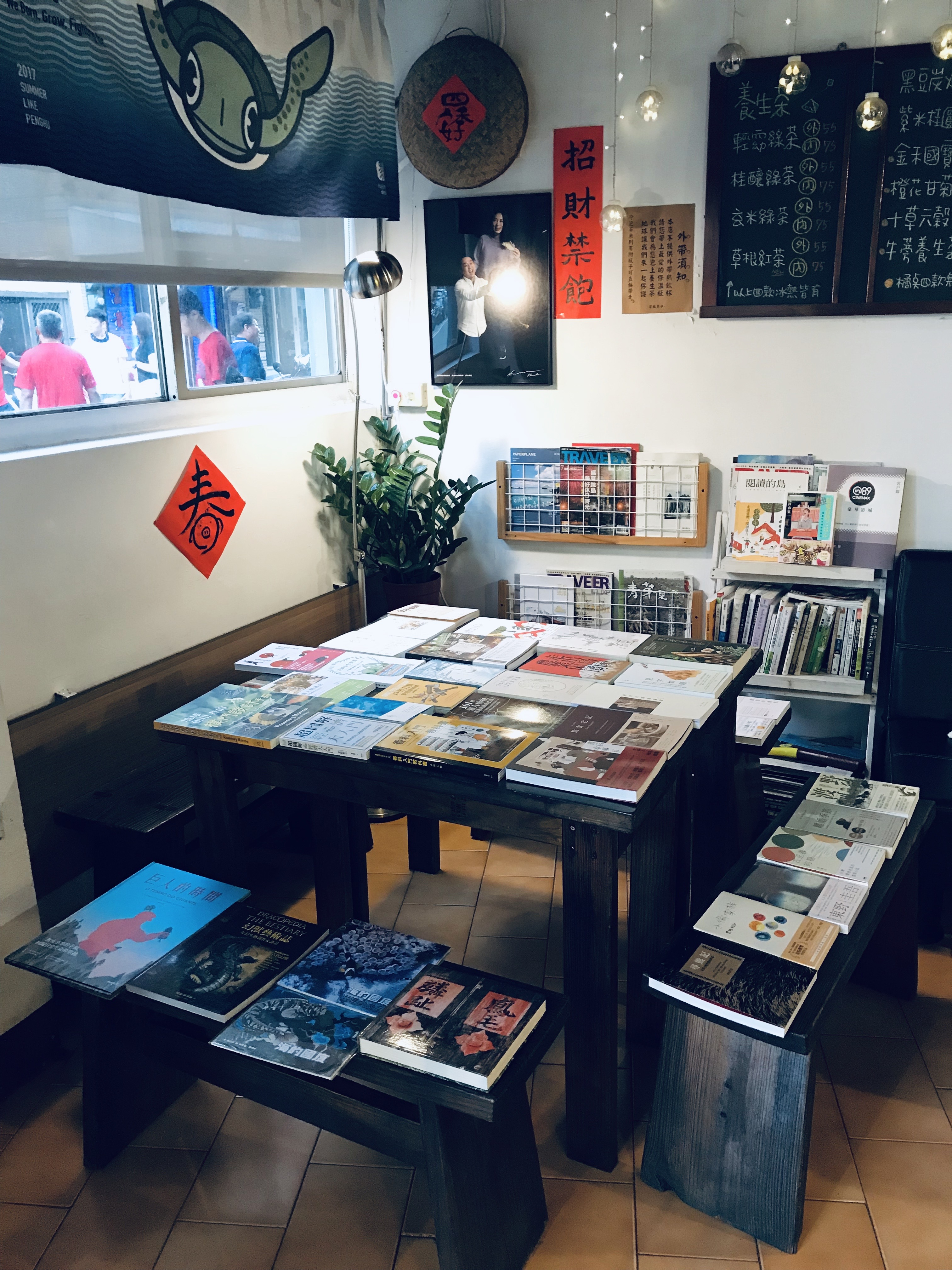
桌椅擺設
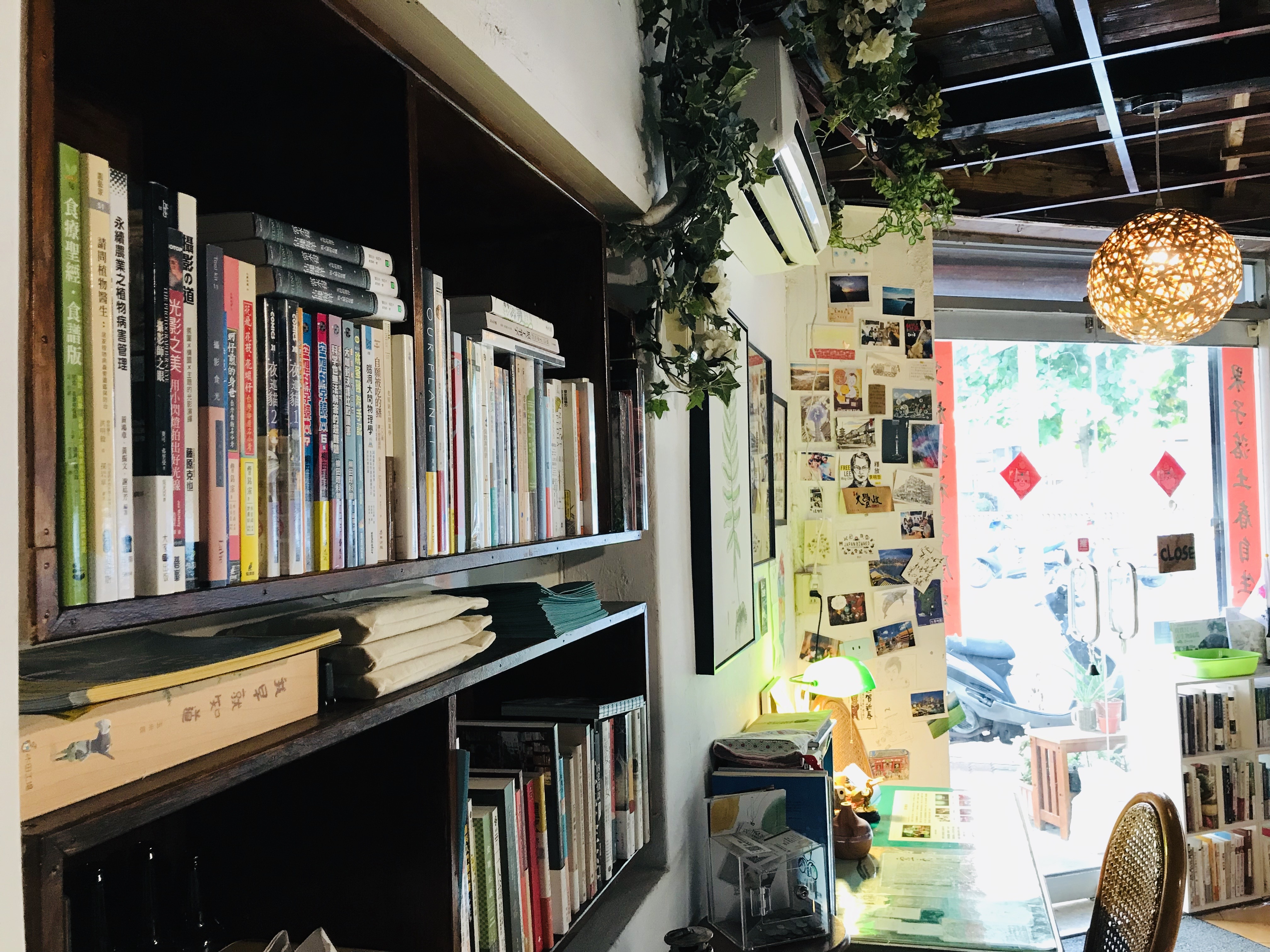
書櫃一隅
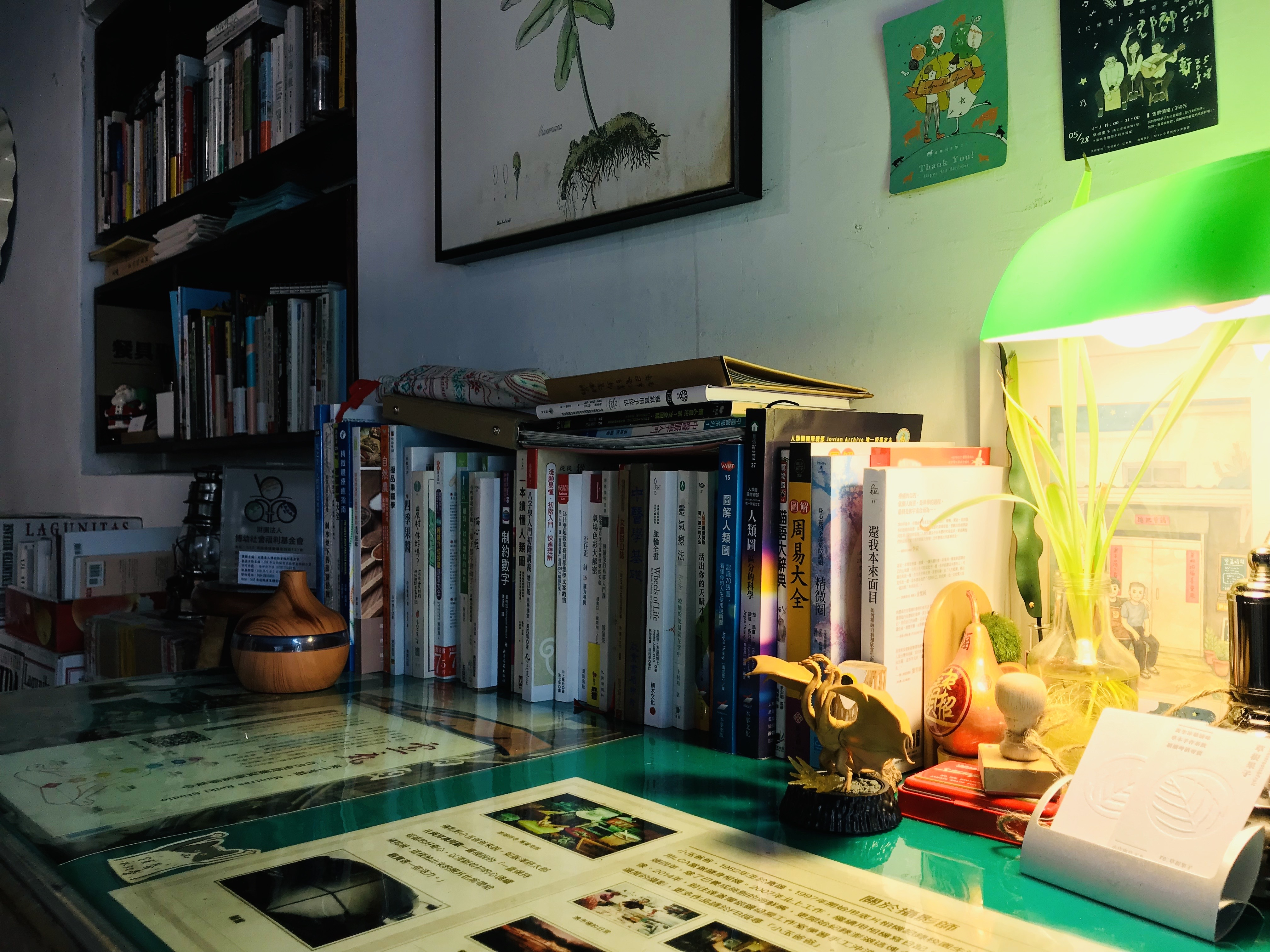
書櫃一隅

## 外部連結
- 植隱冊室的Facebook專頁
- 台灣獨立書店文化協會